# Скорняков, Евгений Евгеньевич
Скорняков Евгений Евгеньевич (1876, Москва — 1946, Москва) — один из основоположников гидромелиоративной науки в России, крупный учёный-мелиоратор, профессор (1919) Межевого института, МВТУ и Московской горной академии.

## Биография
Евгений Евгениевич Скорняков родился в 1876 г. в Москве, сын отставного поручика. По специальности — агроном, инженер-мелиоратор, окончил сельскохозяйственно-инженерное отделение Московского сельскохозяйственного института (МСХИ) в 1898 году.
После выпуска работал инженером-гидротехником при Отделе земельных улучшений. С 1901 г. агроном-техник 1-го разряда Е. Е. Скорняков работал в Семиреченском областном правлении, «заведывающим ирригацией в Семиреченской области». 1 июля 1903 года занял должность войскового гидротехника Семиреченского казачьего войска, прослужил на этом посту несколько лет. С 1910 г. начальник изысканий по орошению долины реки Или (Семиреченская область), составил проект орошения этой реки. Дважды был в командировках в Китае.
Работал в системе Министерства земледелия Временного правительства (1917). В 1923 г. на сельскохозяйственной выставке в Москве под его руководством была организована интересная мелиоративная экспозиция. Работал научным сотрудником в ГИСХМе, где организовал специальную часть для популяризации мелиоративных знаний. В 1925—1928 гг. работал заведующим мелиоративным бюро при сельскохозяйственном отделе Госплана РСФСР, в 1928 г. был переведён в Госплан СССР на аналогичную должность. Работал консультантом Рисотреста.
5 октября 1930 г. арестован по делу «контрреволюционной вредительской организации в системе ирригации и мелиорации 1928—1931 гг.». Обвинён по статьям 58-7, 58-11. Решением коллегии ОГПУ от 23 августа 1931 года признан виновным и приговорён к 5 годам лишения свободы в исправительно-трудовых лагерях.
Срок отбывал на строительстве Беломорско-Балтийского канала и канала Москва-Волга. Освобождён 20 октября 1932 года, судимость была снята в 1941 г., реабилитирован уже после кончины в 1959 г.
Умер в возрасте 70 лет, в 1946 г. в Москве. Похоронен на Введенском кладбище (8 уч.).
В Российском государственном архиве экономики (РГАЭ) имеется личный фонд Скорнякова Е. Е.(фонд 320, 1898—1943 гг.), в котором помещены документы о его работе в системе Министерства земледелия Временного правительства (1917), Наркомземе РСФСР и в Госплане СССР (1917—1928) и биография Е. Е. Скорнякова, написанная его женой С. С. Яцыно.

## Научная и педагогическая деятельность
В 1908—1911 гг. слушал лекции в Калифорнийском университете (США), был в Канаде, Мексике. В 1911 г. опубликовал книгу «Орошение и колонизация пустынных земель в США» в 3-х томах. Посетил Францию, Италию, Тунис, Алжир и другие страны, написал книгу «Ирригационное дело в Алжире». В 1913—1914 гг. — в командировке в Германии и Австро-Венгрии. Перевёл книгу французского инженера «Стереоавтогранметрия», пропагандировал этот метод. Входил в состав редакционного комитета журнала «Гидрологический вестник» (1915—1916 гг.).
В 1919 г. был избран профессором сельскохозяйственного факультета Саратовского университета, в 1920 г. — профессором Московского межевого института. Был профессором и заведующим кафедрой мелиорации Московского межевого института, профессором Горной академии и доцентом МВТУ. Действительный член Научно-исследовательского института землеустройства и переселения, научный сотрудник Государственного политехнического музея.
В советский период продолжал научные публикации, регулярно выходили его статьи, очерки и обзоры: «Оросительные предприятия Северо-Американских Соединённых Штатов», «Искусственное орошение земель в крестьянском хозяйстве», «Водоснабжение в сельском хозяйстве СССР», «Борьба с засухой» и др. Изданы лекции по курсам «Искусственное орошение» и «Оросительные и осушительные мелиорации» (1920, 1924—1926).
Написал множество научно-популярных работ по мелиорации: «Как находить воду посредством бурения и устраивать простые буровые колодцы» (1922), «Искусственное орошение небольших участков земель в крестьянских хозяйствах» (1925), «Крестьянское водоснабжение» (1925),
«Приусадебный сад колхозника. Борьба с засухой, искусственное орошение сада и огорода» (1925) и др.
Работая на строительстве канала, издал «Памятки работникам строительства канала Москва-Волга» (Ч. I—XI под редакцией Е. Е. Скорнякова и др. Изд. Строительство канала Москва-Волга, Дмитров 1935 г.). Продолжал публиковаться и после освобождения: «Каналы Мира» (1937 г.), «Пустыня Сахара» (1939 г.).